# Gregor Macedoni
Gregor Macedoni, slovenski politik in ekonomist; * 15. februar 1973, Novo mesto.
Od leta 2014 je župan Mestne občine Novo mesto. Diplomiral je na Fakulteti za računalništvo in elektrotehniko v Ljubljani. Med letoma 1992 in 1996 je bil predsednik Društva novomeških študentov. 